# Адам Ларссон
Адам Ларссон (швед. Adam Larsson; 12 листопада 1992, м. Шеллефтео, Швеція) — шведський хокеїст, захисник. Виступає за «Сіетл Кракен» у Національній хокейній лізі.
Вихованець хокейної школи ХК «Шеллефтео». Виступав за ХК «Шеллефтео», «Нью-Джерсі Девілс», «Олбані Девілс» (АХЛ), «Едмонтон Ойлерз».
Станом на січень 2023 року в чемпіонатах НХЛ — 732 матчі (37+147), у турнірах Кубка Стенлі — 5 матчів (1+0). В чемпіонатах Швеції — 87 матчів (5+21), у плей-оф — 28 матчів (0+5).
У складі молодіжної збірної Швеції учасник чемпіонатів світу 2010 і 2011. У складі юніорської збірної Швеції учасник чемпіонатів світу 2009 і 2010.
Досягнення
- Чемпіон світу (2018)
- Срібний призер чемпіонату Швеції (2011)
- Бронзовий призер молодіжного чемпіонату світу (2010)
- Срібний призер юніорського чемпіонату світу (2010).

Нагороди
- Найкращий захисник юніорського чемпіонату світу (2010).